# Freak of Nature
Freak of Nature ist das zweite Studioalbum der Sängerin Anastacia. Es wurde am 26. November 2001 veröffentlicht.

## Geschichte
Auf Freak of Nature, dem Nachfolger des bereits in vielen Ländern erfolgreichen Debüts Not That Kind setzte Anastacia ihren Mix aus an die 1980er-Jahre angelehnten R&B, Funk, Soul und Pop fort, wobei dieses Mal die Balladen einen etwas größeren Anteil an den Stücken des Albums hatten. Vor allem das Uptempo-Stück Paid My Dues entwickelte sich zu einem europaweiten Hit, auch One Day in Your Life war eine erfolgreiche Singleauskopplung.

## Rezeption
José F. Promis von Allmusic schrieb, das Album sei „full of raw emotion, power, and musicality“ („voll von roher Emotion, Kraft und Musikalität“) und schaffe es, besser zu sein als der Vorgänger. Er gab ihm 4 von 5 Sternen.

## Titelliste
| #   | Titel                         | Länge |
| --- | ----------------------------- | ----- |
| 1.  | Freak of Nature               | 3:39  |
| 2.  | Paid My Dues                  | 3:21  |
| 3.  | Overdue Goodbye               | 4:34  |
| 4.  | You’ll Never be Alone         | 4:21  |
| 5.  | One Day in Your Life          | 3:28  |
| 6.  | How Come the World Won’t Stop | 4:03  |
| 7.  | Why’d You Lie to Me           | 3:43  |
| 8.  | Don’tcha Wanna                | 3:43  |
| 9.  | Secrets                       | 5:22  |
| 10. | Don’t Stop (Doin’ It)         | 4:21  |
| 11. | I Dreamed You                 | 5:04  |
| 12. | Overdue Goodbye (Reprise)     | 1:35  |

## Kommerzieller Erfolg

### Chartplatzierungen
Anastacia wurde mit Freak of Nature nun auch in den USA etwas erfolgreicher, das Album war dennoch das letzte, das dort erschien. Es erreichte Platz 27 der Billboard 200 und die Spitzenposition in vielen europäischen Ländern, darunter Deutschland, die Schweiz, die Niederlande, Dänemark und Schweden. In Österreich kam es bis auf Platz zwei.
| ChartsChartplatzierungen       | Höchstplatzierung | Wochen |
| ------------------------------ | ----------------- | ------ |
| Deutschland (GfK)              | 1 (57 Wo.)        | 57     |
| Österreich (Ö3)                | 2 (56 Wo.)        | 56     |
| Schweiz (IFPI)                 | 1 (44 Wo.)        | 44     |
| Vereinigte Staaten (Billboard) | 27 (13 Wo.)       | 13     |
| Vereinigtes Königreich (OCC)   | 4 (51 Wo.)        | 51     |

| ChartsJahrescharts (2001)    | Platzierung |
| ---------------------------- | ----------- |
| Österreich (Ö3)              | 62          |
| Schweiz (IFPI)               | 16          |
| Vereinigtes Königreich (OCC) | 52          |

| ChartsJahrescharts (2002)    | Platzierung |
| ---------------------------- | ----------- |
| Deutschland (GfK)            | 3           |
| Österreich (Ö3)              | 4           |
| Schweiz (IFPI)               | 3           |
| Vereinigtes Königreich (OCC) | 29          |

### Auszeichnungen für Musikverkäufe
| Land/Region                  | Auszeichnungen für Musikverkäufe (Land/Region, Auszeichnung, Verkäufe) | Verkäufe  |
| ---------------------------- | ---------------------------------------------------------------------- | --------- |
| Australien (ARIA)            | Platin                                                                 | 70.000    |
| Belgien (BRMA)               | Platin                                                                 | (50.000)  |
| Dänemark (IFPI)              | Platin                                                                 | (50.000)  |
| Deutschland (BVMI)           | 3× Platin                                                              | (900.000) |
| Europa (IFPI)                | 3× Platin                                                              | 3.000.000 |
| Finnland (IFPI)              | Platin                                                                 | (39.275)  |
| Frankreich (SNEP)            | 2× Gold                                                                | (200.000) |
| Neuseeland (RMNZ)            | Platin                                                                 | 15.000    |
| Niederlande (NVPI)           | 2× Platin                                                              | (160.000) |
| Norwegen (IFPI)              | 2× Platin                                                              | (80.000)  |
| Österreich (IFPI)            | Platin                                                                 | (40.000)  |
| Polen (ZPAV)                 | Gold                                                                   | (35.000)  |
| Schweden (IFPI)              | 2× Platin                                                              | (120.000) |
| Schweiz (IFPI)               | 5× Platin                                                              | (200.000) |
| Spanien (Promusicae)         | Platin                                                                 | (100.000) |
| Ungarn (MAHASZ)              | Gold                                                                   | (10.000)  |
| Vereinigtes Königreich (BPI) | 3× Platin                                                              | (900.000) |
| Insgesamt                    | 4× Gold · 27× Platin ·                                                 | 3.125.000 |

Hauptartikel: Anastacia/Auszeichnungen für Musikverkäufe